# 록맨 ZX 어드벤트
《록맨 ZX 어드벤트》는 인티 크리에이츠가 개발하고 캡콤이 배급한 액션 플랫폼 게임이다. 《록맨》의 하위 시리즈로 출발했던 《록맨 ZX》의 후속작이다. 닌텐도 DS 기종으로 2007년 7월 12일 일본서 처음 출시됐다. 서양 지역에선 《메가맨 ZX 어드벤트》라는 제목으로 출시됐다.
전작으로부터 4년 8개월 후가 배경으로 새로운 두 인물 그레이와 애쉬를 조작하며, 선택한 주인공에 따라 이야기가 달라지는 별개의 시나리오 구조를 채택했다.  전작과 마찬가지로 '바이오메탈' 기술을 사용해 여러 종류의 록맨 모델으로 변신하는 게임플레이를 갖췄다.
2020년 2월 25일 마이크로소프트 윈도우, 닌텐도 스위치, 엑스박스 원 및 플레이스테이션 4로 출시된 《록맨 제로 & ZX 더블 히어로 컬렉션》에 수록됐다. 해당 판에는 전작 《록맨 ZX》과 《록맨 제로》 네 게임이 전부 포함된 것과 더불어 HD로 향상된 애니메이션 장면 등 여러 가지 개선점이 있다.

## 게임플레이
게임 시작 전에 난이도 설정을 할 수 있다. 쉬움 난이도에서는 적의 체력과 공격력을 약화하고 즉사함정을 비활성화시키는 등 미숙련자를 배려한 설정을 할 수 있다. 보통 난이도로 게임을 끝낼 시 추가 엔딩을 볼 수 있는 전문가 난이도가 추가된다.

## 개발
게임 내 애니메이션 장면은 J.C.STAFF가 제작했다. 북미판의 경우 영어 더빙이 추가됐다.

## 평가
| 평가 |        |
| --- | ------ |
| 통합 점수 통합사 점수 게임랭킹스 78% [ 8 ] 메타크리틱 78/100 [ 9 ] 평론 점수 평론사 점수 1UP.com B [ 10 ] 유로게이머 6/10 [ 11 ] 패미츠 31/40 [ 12 ] 게임스팟 7.5/10 [ 13 ] IGN 8/10 [ 14 ] 닌텐도 파워 8.5/10 [ 15 ] 플레이 8.5/10 [ 16 ] |        |
| 통합 점수 |        |
| 통합사 | 점수   |
| 게임랭킹스 | 78%    |
| 메타크리틱 | 78/100 |
| 평론 점수 |        |
| 평론사 | 점수   |
| 1UP.com | B      |
| 유로게이머 | 6/10   |
| 패미츠 | 31/40  |
| 게임스팟 | 7.5/10 |
| IGN | 8/10   |
| 닌텐도 파워 | 8.5/10 |
| 플레이 | 8.5/10 |

## 참조
1. ↑  일본어: ロックマンゼクスアドベント
2. ↑  영어: Mega Man ZX Advent